# Ben Patrick Johnson
Ben Patrick Johnson ( nacido el 30 de junio de 1969, Tucson, Arizona ) es un locutor estadounidense (locutor), autor, actor y bloguero . Es director y activista de la Fundación de Derechos Humanos.

## narración
Al inicio de su carrera actoral participó en talleres de locución con Joan Gerber.
Johnson ha aparecido en CBS (promocionando Survivor, CSI: NY, Numbers y otros programas), Fox (para House MD, Bones, Family Guy, The Cleveland Show y Raising Hope), los canales de cable Nickelodeon, Cartoon Network, Starz, NFL Network., Big Ten Network, The 101 Network, N3D, entre otros. Su voz se ha utilizado para promocionar películas como Ice Age, Marmaduke, The Whole Ten Yards, Los viajes de Gulliver, " Sleamover ", Alvin and the Chipmunks, Planet 51, Night at the Museum, Hot Tub Time Machine, Sonic the Hedgehog, Ferdinand, Sherlock Gnomes, The Pianist, Minority Report, Signs y Apocalypse Now, películas de Adam Sandler como Eight Crazy Nights y 50 First Dates, y en comerciales de Burger King, Kellogg's y Old Navy .
En 1998, después de una breve temporada en E!, Johnson se mudó a la revista de entretenimiento rival de Extra, Entertainment Tonight, donde fue la voz principal del programa durante las siguientes cuatro temporadas. De 1998 a 2005, fue el locutor del programa judicial sindicado Judge Joe Brown.
La novela más reciente de Johnson, "If the Rains Don't Cleanse", fue publicada en agosto de 2009 por Havenhurst Books. Es una novela histórica que detalla las experiencias de los padres de Johnson como maestros misioneros cristianos en el Congo Belga en la década de 1950, y toca temas como el cristianismo, la espiritualidad y el colonialismo europeo.
Las novelas anteriores incluyen In and Out In Hollywood, un romance en clave sobre un presentador de noticias famoso cuya suerte cambia después de su partida, Third and Heaven y One Size Fits All, que detalla los excesos de una joven diseñadora de moda que lleva tres premios a la Mejor Actriz nominada al Oscar. .

## Redes sociales y activismo
En 2006, Johnson lanzó un webcast llamado Life on the Left Coast. El videoblog presentaba noticias, amigos famosos y segmentos de humor . Los comentarios políticos de Johnson, otro elemento básico del webcast, molestaron a una variedad de organizaciones de derechos cristianos, incluido The Capital Resource Institute después de que Johnson condenara al CRI por su posición sobre un proyecto de ley pendiente en la Legislatura de California. CRI emitió un comunicado denunciando a Johnson, Equality California y el webcast. Después de más de un millón de visitas en YouTube, Johnson puso el programa en pausa para centrarse en la escritura y el activismo a través de Facebook y Twitter . Johnson está en la junta directiva del Coro de Hombres Gay de Los Ángeles .
En septiembre de 2010, Johnson escribió y produjo dos comerciales de televisión políticos para Equality California, Whitman Shame y Cooley Shame.  Los anuncios, dirigidos a la candidata republicana a gobernadora de CA, Meg Whitman, y al candidato republicano a fiscal general, Steve Cooley, abordan las promesas de los candidatos de defender la Proposición 8 de CA en un posible desafío judicial. Al escribir sobre la EQCA y los anuncios de Johnson, el bloguero activista gay Rex Wockner sugirió que esta era la primera vez que una importante organización LGBT había pasado a la ofensiva política jugando duro en anuncios de televisión sobre el matrimonio entre personas del mismo sexo.

## Filantropía
La Fundación Ben Patrick Johnson, lanzada en 2006, beneficia las cuestiones LGBT, los derechos humanos, la educación y el diálogo interreligioso. Poco después de su creación, la Fundación BPJ se asoció con la organización Live and Give para financiar viviendas para una escuela primaria en la provincia de Chiang Mai, Tailandia . La Fundación también proporciona fondos a Habitat for Humanity, la organización de microcrédito Kiva, Gay and Lesbian Elder Housing y el National Gay and Lesbian Task Force para su iniciativa interreligiosa, The Institute for Welcoming Resources. 

## víctima de homofobia
La primera exposición nacional de Johnson se produjo en 1994, cuando fue elegido copresentador de Extra, un programa de revistas de entretenimiento. Extra degradó a Johnson a corresponsal principal poco después de que se declarara gay en la prensa LGBT y en KABC Talkradio, donde había sido director de producción antes de Extra. Warner Bros. Television, productora de Extra, no quiso hacer comentarios sobre la rebaja.

## enlaces externos
- Ben Patrick Johnson en Internet Movie Database (en inglés).
- Ben Patrick Johnson en X (antes Twitter)
- Ben Patrick Johnson en Facebook
- Ben Patrick Johnson en Instagram
- Ben Patrick Johnson en Facebook
- Ben Patrick Johnson in Paragon Men, January 2011